# Nati nel 1934/Maggio
| Questa pagina contiene informazioni ricavate automaticamente dalle voci biografiche con l'ausilio del template Bio e di un bot. L'aggiornamento è periodico e automatico e ricostruisce completamente la pagina. Se manca una persona in questa lista, sei pregato di non aggiungerla, ma accertati piuttosto che la sua voce biografica contenga il template Bio e che i dati anagrafici siano correttamente compilati. Se il template Bio manca, inseriscilo tu stesso o, in alternativa, metti l'avviso {{tmp\|Bio}} che ne segnala la mancanza. Se i dati riportati sono sbagliati, correggi direttamente la voce biografica; le modifiche saranno visibili in questa lista entro pochi giorni. Per chiarimenti vedi il progetto biografie. La lista contiene solo le 176 persone che sono citate nell'enciclopedia e per le quali è stato implementato correttamente il template Bio. Pagina aggiornata al 18 ago 2025. |

- 1º maggio - Cuauhtémoc Cárdenas, politico messicano
- 1º maggio - Giorgio De Marchi, calciatore italiano († 2020)
- 1º maggio - Shirley Horn, cantante e pianista statunitense († 2005)
- 1º maggio - Phillip King, scultore e docente britannico († 2021)
- 1º maggio - John McLeod, ex cestista canadese
- 1º maggio - John Meillon, attore australiano († 1989)
- 1º maggio - Patrick O'Connor, ex calciatore scozzese
- 1º maggio - Sékou Touré, calciatore ivoriano († 2003)
- 1º maggio - Károly Wieland, canoista ungherese († 2020)
- 2 maggio - Pietro Cappellino, calciatore italiano († 2019)
- 2 maggio - Décio Recaman, calciatore brasiliano († 1978)
- 2 maggio - Etienne Vermeersch, filosofo belga († 2019)
- 3 maggio - Mario Carìa, illustratore e fumettista italiano († 2001)
- 3 maggio - Henry Cooper, pugile e attore britannico († 2011)
- 3 maggio - Georges Moustaki, paroliere e cantautore greco († 2013)
- 3 maggio - António Saraiva, calciatore portoghese († 2018)
- 3 maggio - Frankie Valli, cantante e attore statunitense
- 4 maggio - Adrualdo Barroso da Silva, ex calciatore brasiliano
- 4 maggio - Claudio Cavazza, imprenditore italiano († 2011)
- 4 maggio - Giuseppe Fallarini, ciclista su strada italiano († 2023)
- 4 maggio - Mr. Fuji, wrestler e attore statunitense († 2016)
- 4 maggio - Tapio Kare, ex pentatleta finlandese
- 4 maggio - Patrick O'Donoghue, vescovo cattolico irlandese († 2021)
- 4 maggio - Tat'jana Samojlova, attrice sovietica († 2014)
- 4 maggio - Ronald Tinkler, ex pallanuotista sudafricano
- 5 maggio - Giorgio Bellettini, fisico italiano
- 5 maggio - Henri Konan Bédié, politico ivoriano († 2023)
- 5 maggio - Walter Capps, politico statunitense († 1997)
- 5 maggio - Arlene Croce, critica teatrale e saggista statunitense († 2024)
- 5 maggio - Romano Gandolfi, direttore di coro e direttore d'orchestra italiano († 2006)
- 5 maggio - Johnnie Taylor, cantautore statunitense († 2000)
- 5 maggio - Joseph Planckaert, ciclista su strada belga († 2007)
- 5 maggio - Bohuslav Rylich, cestista cecoslovacco († 2020)
- 6 maggio - Sergio Berlinguer, diplomatico e politico italiano († 2021)
- 6 maggio - Nils Diederich, politico tedesco
- 6 maggio - Fernand Franck, arcivescovo cattolico lussemburghese
- 6 maggio - Hans Junkermann, ciclista su strada e pistard tedesco († 2022)
- 6 maggio - Georgi Kănev, cestista bulgaro († 2012)
- 6 maggio - Richard Shelby, politico e avvocato statunitense
- 7 maggio - Evgenij Jasin, economista e politico russo († 2023)
- 7 maggio - Rodolfo Machado, attore argentino († 2020)
- 7 maggio - Sammy Nicholl, calciatore maltese († 2023)
- 7 maggio - Alberto Peruzzo, imprenditore e editore italiano
- 7 maggio - Alfred Rüegg, ciclista su strada e pistard svizzero († 2010)
- 8 maggio - Luigi Necco, giornalista, telecronista sportivo e scrittore italiano († 2018)
- 8 maggio - Maurice Norman, calciatore inglese († 2022)
- 8 maggio - Nelie Smith, rugbista a 15 e allenatore di rugby a 15 sudafricano († 2016)
- 8 maggio - Gaspare Nello Vetro, bibliotecario, musicologo e saggista italiano († 2019)
- 8 maggio - David Williamson, barone di Horton, politico inglese († 2015)
- 9 maggio - Alan Bennett, scrittore, drammaturgo e sceneggiatore britannico
- 9 maggio - Francis Bonnici, ex calciatore maltese
- 9 maggio - Daniel Charles-Alfred, calciatore francese († 2020)
- 9 maggio - Bruno Grandi, allenatore di ginnastica e dirigente sportivo italiano († 2019)
- 9 maggio - José Antonio Rubio, calciatore spagnolo († 2005)
- 9 maggio - Solomon Abramovič Šuster, regista sovietico († 1995)
- 10 maggio - Luigi Bulleri, politico italiano († 2024)
- 10 maggio - Enzo Cheli, giurista e costituzionalista italiano
- 10 maggio - Salvatore Gentile, botanico e naturalista italiano
- 10 maggio - Elenor Gordon, nuotatrice britannica († 2014)
- 10 maggio - Nardino Masu, sollevatore italiano († 2010)
- 10 maggio - Kōstas Mourouzīs, cestista e allenatore di pallacanestro greco († 2014)
- 10 maggio - Dmitri Nabokov, basso e traduttore statunitense († 2012)
- 10 maggio - Giulio Obici, giornalista e fotografo italiano († 2011)
- 10 maggio - Gary Owens, attore e doppiatore statunitense († 2015)
- 10 maggio - Ilijas Pašić, allenatore di calcio e calciatore jugoslavo († 2015)
- 10 maggio - Alvaro Sellani, ex calciatore italiano
- 10 maggio - Antonio Visone, scenografo e architetto italiano († 2014)
- 11 maggio - Thomas Buergenthal, magistrato tedesco († 2023)
- 11 maggio - Rosanna Chiessi, editrice italiana († 2016)
- 11 maggio - Ofelia Giudicissi Curci, poetessa, scrittrice e archeologa italiana († 1981)
- 11 maggio - Andre Gregory, attore e regista francese
- 11 maggio - Jim Jeffords, politico e avvocato statunitense († 2014)
- 11 maggio - Jack Twyman, cestista statunitense († 2012)
- 11 maggio - Adalberto Vallega, geografo italiano († 2006)
- 12 maggio - Elechi Amadi, scrittore nigeriano († 2016)
- 12 maggio - Gino Burrini, sciatore alpino italiano († 2022)
- 12 maggio - Adriano De Micheli, produttore cinematografico italiano
- 12 maggio - Fulvio Grimaldi, giornalista italiano
- 12 maggio - Elio Mosele, politico italiano († 2024)
- 12 maggio - Zbigniew Skrudlik, ex schermidore polacco
- 12 maggio - Sandra Warner, attrice, modella e cantante statunitense († 2022)
- 13 maggio - John Stewart Allitt, saggista e musicologo inglese († 2007)
- 13 maggio - Paddy Driver, pilota motociclistico e pilota automobilistico sudafricano
- 13 maggio - Killer Karl Krupp, wrestler olandese († 1995)
- 13 maggio - Jurij Morozov, allenatore di calcio e calciatore sovietico († 2005)
- 13 maggio - Aleksej Aleksandrovič Saltykov, regista sovietico († 1993)
- 14 maggio - Eric Caldow, calciatore scozzese († 2019)
- 14 maggio - Nikolaj Gusakov, combinatista nordico sovietico († 1991)
- 14 maggio - Aurelio Milani, calciatore italiano († 2014)
- 14 maggio - Bernardo Rossi Doria, architetto italiano
- 15 maggio - John Barbato, mafioso statunitense († 2025)
- 15 maggio - John Keegan, storico, insegnante e giornalista inglese († 2012)
- 15 maggio - György Kovásznai, pittore e regista ungherese († 1983)
- 15 maggio - Bernard Ringeissen, pianista francese († 2025)
- 16 maggio - Roy Patrick Kerr, matematico neozelandese
- 16 maggio - Kenneth Morgan, storico e scrittore gallese
- 17 maggio - Pierre Clastres, antropologo e etnografo francese († 1977)
- 17 maggio - Julie Koukalová, ex cestista cecoslovacca
- 17 maggio - Pierre Laconte, economista e giurista belga
- 17 maggio - Elena Magoia, attrice e doppiatrice italiana († 2024)
- 17 maggio - Renata Mauro, cantante, conduttrice televisiva e attrice italiana († 2009)
- 17 maggio - Pietro Migliaccio, medico, nutrizionista e divulgatore scientifico italiano († 2020)
- 17 maggio - Earl Morrall, giocatore di football americano statunitense († 2014)
- 17 maggio - Ronald Wayne, ingegnere statunitense
- 18 maggio - Don Bachardy, pittore statunitense
- 18 maggio - Antonio De Gaetano, marciatore italiano († 2007)
- 18 maggio - Dwayne Hickman, attore e regista televisivo statunitense († 2022)
- 18 maggio - Walter Nachtwey, calciatore tedesco († 2013)
- 18 maggio - Franco Rossi, nuotatore, schermidore e tennistavolista italiano († 2001)
- 19 maggio - Janine Connes, astronoma francese († 2024)
- 19 maggio - Wilson Jones, calciatore spagnolo († 2021)
- 19 maggio - Isa Tutino Vercelloni, scrittrice e giornalista italiana
- 20 maggio - René Bianchi, ex ciclista su strada francese
- 20 maggio - Michael J. Flynn, ingegnere e informatico statunitense
- 20 maggio - Damiano Potì, politico italiano
- 20 maggio - Tonino Valerii, regista e sceneggiatore italiano († 2016)
- 21 maggio - Luciano Gatto, fumettista italiano
- 21 maggio - Mandrake, cantante e percussionista brasiliano († 1988)
- 21 maggio - Gleb Anatol'evič Panfilov, regista e sceneggiatore russo († 2023)
- 21 maggio - Beppe Recchia, regista televisivo italiano († 2007)
- 21 maggio - Bengt Samuelsson, biochimico svedese († 2024)
- 21 maggio - Giuseppe Serra, politico italiano († 2008)
- 21 maggio - Franco Spisani, filosofo italiano († 2007)
- 21 maggio - Johnny Stewart, attore e cantante statunitense
- 22 maggio - Merry Anders, attrice statunitense († 2012)
- 22 maggio - Shirley Bonne, attrice statunitense
- 22 maggio - Angelica Frisa Morandini, ingegnera italiana († 2020)
- 22 maggio - Lajos Kiss, canoista ungherese († 2014)
- 22 maggio - Peter Nero, pianista e direttore d'orchestra statunitense († 2023)
- 22 maggio - Herman Willemse, nuotatore olandese († 2021)
- 22 maggio - Garry Wills, scrittore, giornalista e storico statunitense
- 23 maggio - Bruno Alberti, ex sciatore alpino, sciatore di velocità e allenatore di sci alpino italiano
- 23 maggio - Vladimiro Bertazzoni, politico italiano († 2014)
- 23 maggio - Syd Millar, rugbista a 15, allenatore di rugby a 15 e dirigente sportivo britannico († 2023)
- 23 maggio - Robert Moog, ingegnere, inventore e imprenditore statunitense († 2005)
- 23 maggio - Evaristo Prendes, ex schermidore argentino
- 23 maggio - Francesco Sisinni, politico e funzionario italiano
- 24 maggio - Amedeo Giovanni Conte, filosofo italiano († 2019)
- 24 maggio - Domenico Libri, mafioso italiano († 2006)
- 25 maggio - David Burke, attore britannico
- 25 maggio - Sven Erlander, matematico svedese († 2021)
- 25 maggio - Reinhard Franz, calciatore tedesco orientale († 2015)
- 25 maggio - Heng Samrin, politico cambogiano
- 26 maggio - Pierfrancesco Grossi, giurista italiano († 2020)
- 26 maggio - Paolo Mietto, vescovo cattolico italiano († 2020)
- 26 maggio - Carlo Molfese, attore e impresario teatrale italiano
- 26 maggio - Michael Rawson, mezzofondista britannico († 2000)
- 27 maggio - Bryan Douglas, ex calciatore inglese
- 27 maggio - Harlan Ellison, scrittore statunitense († 2018)
- 27 maggio - Uwe Friedrichsen, attore e doppiatore tedesco († 2016)
- 27 maggio - Giuseppe Guzzetti, politico, banchiere e filantropo italiano
- 27 maggio - Klaus Kotter, dirigente sportivo tedesco († 2010)
- 27 maggio - Sergio Los, architetto italiano († 2024)
- 27 maggio - Tarcisio Merati, pittore italiano († 1995)
- 27 maggio - Enzo Siciliano, scrittore, saggista e drammaturgo italiano († 2006)
- 27 maggio - Mado Supt, cestista francese († 2006)
- 28 maggio - Francesco Monterisi, cardinale e arcivescovo cattolico italiano
- 29 maggio - Lamberto Cardia, politico italiano
- 29 maggio - Marina Cicogna, nobile, produttrice cinematografica e fotografa italiana († 2023)
- 29 maggio - Eli Jean Erian, ex cestista egiziano
- 29 maggio - Eugene Antonio Marino, arcivescovo cattolico statunitense († 2000)
- 29 maggio - Nanette Newman, attrice e scrittrice britannica
- 29 maggio - Ben Patterson, musicista e artista statunitense († 2016)
- 29 maggio - Renzo Pecchenino, disegnatore cileno († 1988)
- 30 maggio - Mária Bárány, cestista ungherese († 2000)
- 30 maggio - Peter Dronke, latinista tedesco († 2020)
- 30 maggio - Aleksej Archipovič Leonov, cosmonauta sovietico († 2019)
- 30 maggio - Thanos Livaditis, attore e sceneggiatore greco († 2005)
- 30 maggio - Gian Carlo Oli, lessicografo e linguista italiano († 1996)
- 30 maggio - Alketas Panagoulias, allenatore di calcio e calciatore greco († 2012)
- 30 maggio - Michel Rouche, storico francese († 2021)
- 31 maggio - Felice Virgilio di Virgilio, francescano e storico italiano († 2010)
- 31 maggio - Karl Ferrari, politico italiano
- 31 maggio - Jim Hutton, attore statunitense († 1979)
- 31 maggio - Peder Rasch, canoista danese († 1988)
- 31 maggio - Lúcio Soares, calciatore portoghese († 1974)